# گرگ هوکایدو
گرگ هوکایدو (نام علمی: Canis lupus hattai) نام یک زیرگونه از گونه گرگ است.